# Буда (Білоцерківський район)
Бу́да — село в Україні, Таращанської міської громади Білоцерківського району Київської області. Населення становить 169 осіб.

## Географія
Селом протікає річка Киндюха.

## Історія
Вперше село Буда разом із сусіднім селом Кислівка згадуються в універсалі гетьмана Івана Скоропадського 1709 року як володіння Києво-Софіївської митрополичої кафедри.
Село постраждало від колективізації та Голодомору - геноциду радянського уряду проти української нації. У 1928 році села Кислівка і Буда стали одними із перших сіл, де пройшла суцільна колективізація. У селі було організовано колгосп ім. 8 Березня на чолі з Пономаренко Улитою. Відомо про 17 селян, що загинуло голодною смертю у 1932-1933 роках.

## Уродженці
- Мороз Олександр Олександрович — Голова Верховної Ради України (1994—98; 2006—07)
- Пасічнюк Вадим Володимирович - депутат Київської обласної ради (VIII скликання)